# Камешница (Калник)
Камешница је насељено место у саставу општине Калник у Копривничко-крижевачкој жупанији, Република Хрватска.

## Историја
До територијалне реорганизације у Хрватској налазила се у саставу бивше велике општине Крижевци.

## Становништво
На попису становништва 2011. године, Камешница је имала 188 становника.

## Попис1991.
На попису становништва 1991. године, насељено место Камешница је имало 275 становника, следећег националног састава:
| Попис 1991.‍ | Попис 1991.‍ | Попис 1991.‍ | Попис 1991.‍ | Попис 1991.‍ |
| ----------- | ----------- | ----------- | ----------- | ----------- |
|             |             |             |             |             |
| Хрвати      | Хрвати      |             | 275         | 100%        |
| укупно: 275 |             |             |             |             |